# Fath-Ali perzsa sah
Fath-Ali (Dámgán, 1772. szeptember 5. – Iszfahán, 1834. október 23.) perzsa sah 1797-től haláláig.

## Élete
1797-ben lépett a trónra. Az oroszok ellen folytatott szerencsétlen hadjáratai (1804–1813) folytán Grúziában területi veszteséget szenvedett (1813: gulisztáni béke). Később, 1826-ban ismét háborút indított Oroszország ellen, de újabb kudarc érte, és a Turkmancsában kötött béke értelmében (1828. február 22.) a Jereváni Kánságot, a Nahicseváni Kánságot és Edzmiadint át kellett engednie az oroszoknak. Ezenfelül hadisarcot kellett fizetnie és megfogadni, hogy nem tart többé hajóhadat a Kaszpi-tengeren. A török porta ellen indított háborújában sem volt szerencséje.